# Беннетт, Джеймс Гордон (старший)
 Джеймс Гордон Беннетт (старший) (англ. James Gordon Bennett, Sr.; 1 сентября 1795 — 1 июня 1872) — американский журналист и книготорговец, переводчик, корректор. Основатель, издатель и редактор газеты New York Herald, крупная фигура в истории американской прессы.

## Биография
Джеймс Гордон Беннетт родился в процветающей католической семье в городе Ньюмилл, Шотландия. В 15 лет поступил в католическую семинарию в Абердине, где проучился четыре года.
Покинув семинарию, Беннетт посвятил себя чтению и путешествиям. В 1819 году он вместе с другом отправился в Северную Америку. Через четыре недели их корабль пришел в Галифакс, Новая Шотландия, где Беннетт нашёл временную работу в качестве учителя. Накопив денег, он переехал в Портленд, штат Мэн, где снова устроился на работу в школу в деревне Эддисон. Перед новым 1820 годом Беннет переехал в Бостон. Здесь он работал корректором и продавцом книг, пока не устроился переводчиком с испанского в Charleston Courier. В 1823 году Беннетт переехал в Нью-Йорк, занявшись газетной журналистикой, а затем став помощником редактора в New York Courier and Enquirer.
В мае 1835 года Джеймс Гордон Беннетт, после нескольких лет неудачных попыток, основал газету New York Herald. В апреле 1836 года он шокировал читателей передовицей об убийстве проститутки Хелен Джуитт; для этой статьи Беннетт впервые в газетной истории организовал интервью. «Геральд» первым предложил рекламодателям выплачивать стопроцентный аванс, что впоследствии стало в индустрии стандартной практикой. Беннетт также был на переднем крае технологии сбора и представления новостей и начал снабжать статьи иллюстрациями, выполненными с помощью ксилографии. В 1839 году впервые взял эксклюзивное интервью у президента США, Мартина Ван Бюрена.
6 июня 1840 года Джеймс Гордон Беннетт (старший) сочетался браком с Генриэттой Агнес Крин. Свадьба состоялась в Нью-Йорке. В браке у них было три ребёнка, в том числе Джеймс Гордон Беннетт (младший) и Жанетт Гордон Беннетт, впоследствии ставшая женой Исаака Белла, американского бизнесмена и дипломата.
К тому времени, когда Беннетт передал в 1866 году управление «Геральдом» своему сыну, тираж газеты вырос до 84 000 экземпляров, что сделало её самой популярной в Америке. Но при Беннете-младшем газета стала терять читателей, и после смерти нового владельца в 1924 году была куплена конкурирующей New York Tribune.
Известно, что Джеймс Гордон Беннетт страдал косоглазием большую часть жизни. В одном случае его описали так: «он так страшно косил, что когда одним глазом смотрел на меня, то другим глядел на мэрию».

## Политическая ориентация
Официально «Геральд» считался политически независимой газетой, но поддерживал президентов Уильяма Генри Гаррисона, Закари Тейлора, Джеймса Нокса Полка, Франклина Пирса и Джона Фримонта. Однако к Пирсу Беннетт, в конце концов, охладел, что, по мнению писателя Гэри Булара, произошло из-за поста посла во Франции, который страстно желал, но не получил Беннетт. После этого газетчик не упускал случая покритиковать Пирса как на первой странице, так и в редакторской колонке, часто называя его «бедняга Пирс». Беннетт высказался в пользу Джеймса Бьюкенена во время нарастания споров вокруг рабства. В президентской кампании 1860 года сначала поддержал Джона Брекинриджа, затем перешёл на сторону Джона Белла. В 1864 он писал о Джордже Макклелане, но не поддержал ни одного из кандидатов в президенты. Несмотря на оппозиционность Аврааму Линкольну, Беннетт поддерживал Национальный союз, а после убийства президента возглавил кампанию по превращению Линкольна в мученика. Беннетт поддержал большинство предложений Эндрю Джонсон по реконструкции.

## Память
В честь Джеймса Гордона Беннетта названы улица и парк в Северном Манхэттене.
Статья Беннетта в «Геральд», посвящённая убийству Хелен Джуитт, была включена издательством The Library of America в антологию True Crime 2008 года.